# Châtillon (sommet)
Pour les articles homonymes, voir Châtillon.
Le Châtillon est un sommet des Préalpes vaudoises culminant à 2 477 m d'altitude, en Suisse. Il est un tripoint entre les communes d'Ormont-Dessus au sud, Ormont-Dessous à l'ouest et Château-d'Œx à l'est. Il surplombe la vallée des Ormonts au sud et le lac Lioson à l'ouest. Il fait partie de la ligne de crête reliant le pic Chaussy, le Châtillon, le Tarent et la Pare. C'est un sommet prisé pour la randonnée à ski.